# شون مايكلز (روائي)
شون مايكلز (بالإنجليزية: Sean Michaels)‏‏ (5 يناير 1982 في إستيرلينغ - )؛ صحفي، وروائي، وصحفي الموسيقى، ومدون من كندا.